# Ville-sous-la-Ferté
Pour les articles homonymes, voir La Ferté (homonymie).
Ville-sous-la-Ferté est une commune française, située dans le département de l'Aube en région Grand Est.
Ses habitants sont appelés les Bayas, pour Clairvaux Les Claravalliens et pour Les Forges Les Gueules Noires.

## Géographie

### Localisation
La commune de Ville-sous-la-Ferté est entourée par les communes de Laferté-sur-Aube, Juvancourt, Lonchamps-sur-Aujon et Champignol-les-Mondeville.

### Hydrographie
La commune est dans la région hydrographique « la Seine de sa source au confluent de l'Oise (exclu) » au sein du bassin Seine-Normandie. Elle est drainée par l'Aube, le cours d'eau 01 de Clairvaux, un bras de l'Aube, un bras de l'Aube, le Fossé 01 de la commune de Ville-sous-la-Ferté, l'Aube et l'Aube,.
L'Aube, d'une longueur de 249 km, prend sa source dans la commune d'Auberive et se jette  dans la Seine à Marcilly-sur-Seine, après avoir traversé 82 communes. 

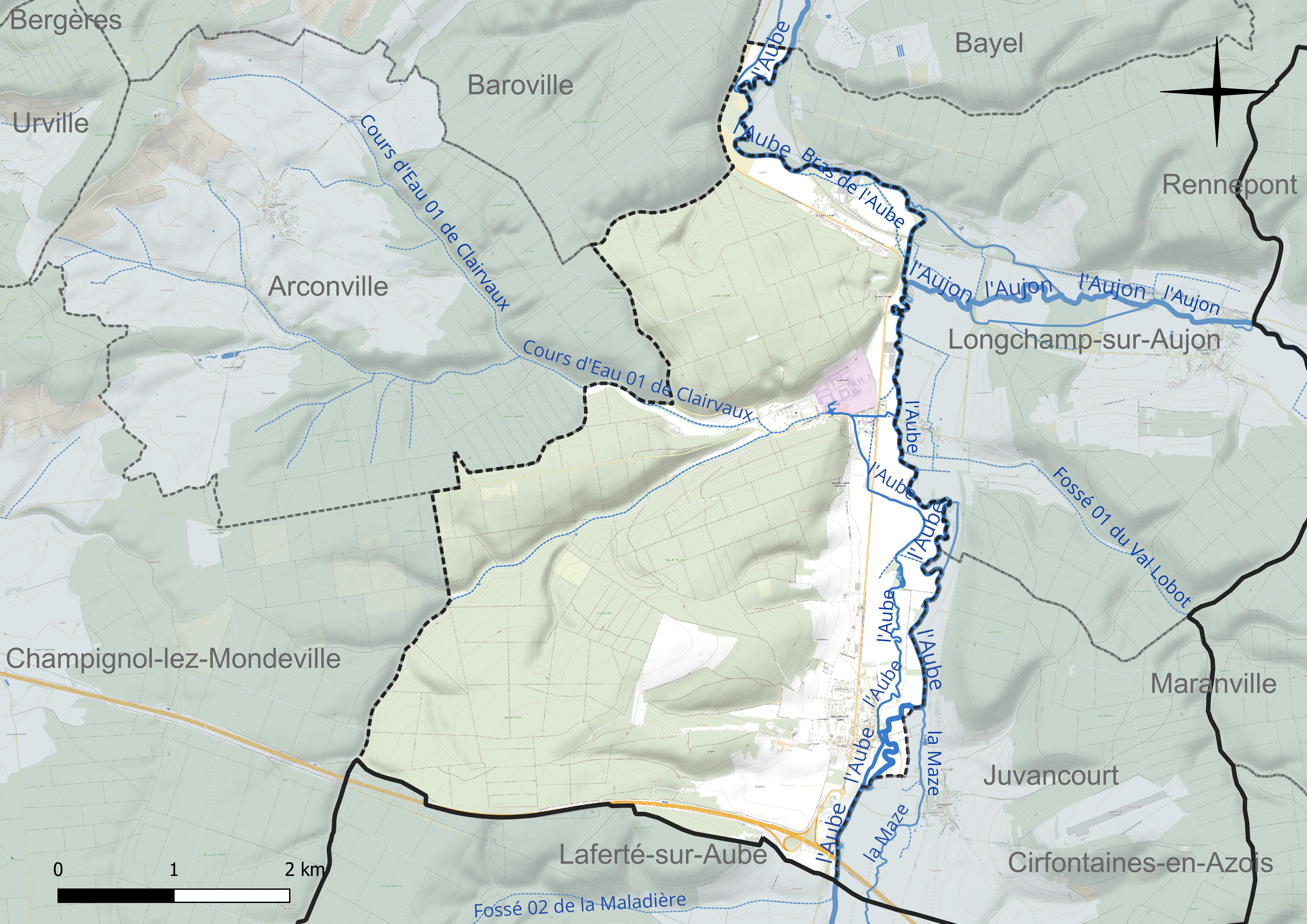
Réseau hydrographique de Ville-sous-la-Ferté.

### Climat
Pour des articles plus généraux, voir Climat du Grand Est et Climat de l'Aube.
En 2010, le climat de la commune est de type climat des marges montargnardes, selon une étude du Centre national de la recherche scientifique s'appuyant sur une série de données couvrant la période 1971-2000. En 2020, Météo-France publie une typologie des climats de la France métropolitaine dans laquelle la commune est exposée à un climat océanique altéré et est dans la région climatique  Lorraine, plateau de Langres, Morvan, caractérisée par un hiver rude (1,5 °C), des vents modérés et des brouillards fréquents en automne et hiver. 
Pour la période 1971-2000, la température annuelle moyenne est de 10,6 °C, avec une amplitude thermique annuelle de 16 °C. Le cumul annuel moyen de précipitations est de 902 mm, avec 12,9 jours de précipitations en janvier et 8,9 jours en juillet. Pour la période 1991-2020, la température moyenne annuelle observée sur la station météorologique de Météo-France la plus proche, « Cunfin_sapc », sur la commune de Cunfin à 13 km à vol d'oiseau, est de 11,0 °C et le cumul annuel moyen de précipitations est de 900,4 mm. 
La température maximale relevée sur cette station est de 41 °C, atteinte le 31 juillet 1983 ; la température minimale est de −21 °C, atteinte le 17 janvier 1985,,. 
Les paramètres climatiques de la commune ont été estimés pour le milieu du siècle (2041-2070) selon différents scénarios d'émission de gaz à effet de serre à partir des nouvelles projections climatiques de référence DRIAS-2020. Ils sont consultables sur un site dédié publié par Météo-France en novembre 2022.

## Urbanisme

### Typologie
Au 1er janvier 2024, Ville-sous-la-Ferté est catégorisée commune rurale à habitat dispersé, selon la nouvelle grille communale de densité à 7 niveaux définie par l'Insee en 2022.
Elle est située hors unité urbaine. Par ailleurs la commune fait partie de l'aire d'attraction de Bar-sur-Aube, dont elle est une commune de la couronne,. Cette aire, qui regroupe 43 communes, est catégorisée dans les aires de moins de 50 000 habitants,.

### Occupation des sols
L'occupation des sols de la commune, telle qu'elle ressort de la base de données européenne d’occupation biophysique des sols Corine Land Cover (CLC), est marquée par l'importance des forêts et milieux semi-naturels (70,6 % en 2018), une proportion identique à celle de 1990 (70,6 %). La répartition détaillée en 2018 est la suivante : 
forêts (67,1 %), terres arables (20,5 %), zones agricoles hétérogènes (5,1 %), zones urbanisées (3,8 %), milieux à végétation arbustive et/ou herbacée (3,5 %), prairies (0,1 %). L'évolution de l’occupation des sols de la commune et de ses infrastructures peut être observée sur les différentes représentations cartographiques du territoire : la carte de Cassini (XVIIIe siècle), la carte d'état-major (1820-1866) et les cartes ou photos aériennes de l'IGN pour la période actuelle (1950 à aujourd'hui).

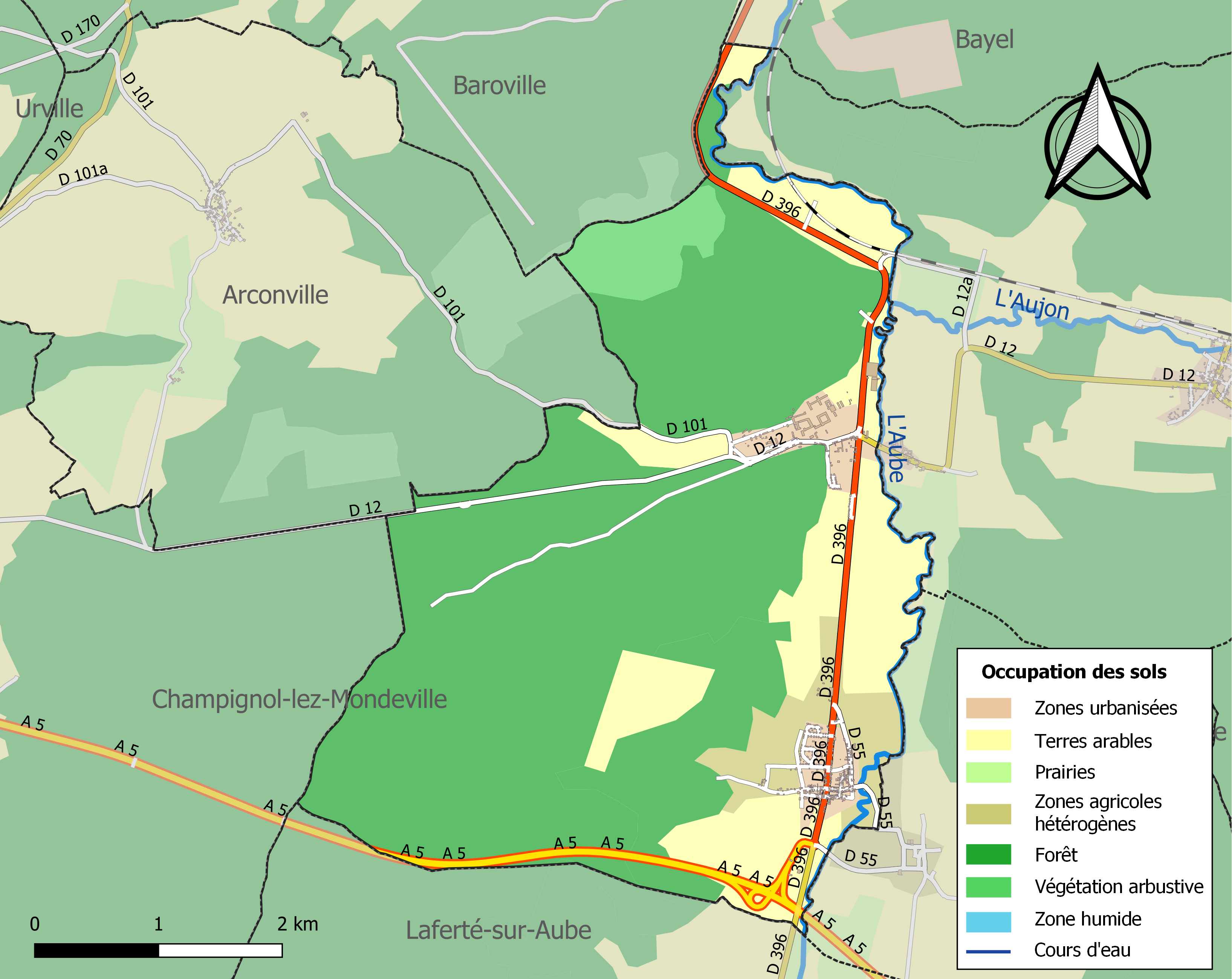
Carte des infrastructures et de l'occupation des sols de la commune en 2018 (CLC).

## Histoire
```
capitale du mètre à bois...
```

### Héraldique
|  | Les armes de la ville se blasonnent ainsi : Parti : au 1er de sable à la bande échiquetée d’argent et de gueules de deux tires, au 2e d’azur à la bande d’argent côtoyée de deux doubles cotices potencées et contre-potencées d’or. |

## Politique et administration
| Période      | Période       | Identité            | Étiquette           | Qualité                    |
| ------------ | ------------- | ------------------- | ------------------- | -------------------------- |
| mars 2008    | décembre 2018 | Gilles Noël         | DVD                 | Retraité Fonction publique |
| janvier 2019 | février 2020  | délégation spéciale | délégation spéciale | délégation spéciale        |
| février 2020 | en cours      | Gérard Picod        |                     |                            |

## Démographie

### Évolution démographique
| 1793 | 1800 | 1806 | 1821 | 1831 | 1836 | 1841  | 1846  | 1851  |
| ---- | ---- | ---- | ---- | ---- | ---- | ----- | ----- | ----- |
| 419  | 616  | 579  | 755  | 798  | 876  | 3 109 | 3 115 | 3 146 |

| 1856  | 1861  | 1866  | 1872  | 1876  | 1881  | 1886  | 1891  | 1896  |
| ----- | ----- | ----- | ----- | ----- | ----- | ----- | ----- | ----- |
| 3 487 | 2 736 | 2 685 | 2 774 | 3 559 | 3 010 | 2 877 | 2 762 | 2 560 |

| 1901  | 1906  | 1911  | 1921  | 1926  | 1931  | 1936  | 1946  | 1954  |
| ----- | ----- | ----- | ----- | ----- | ----- | ----- | ----- | ----- |
| 2 387 | 2 442 | 2 414 | 2 922 | 2 343 | 2 460 | 2 133 | 2 939 | 1 741 |

| 1962  | 1968  | 1975  | 1982  | 1990  | 1999  | 2005  | 2006  | 2010  |
| ----- | ----- | ----- | ----- | ----- | ----- | ----- | ----- | ----- |
| 1 881 | 1 854 | 1 579 | 1 570 | 1 451 | 1 276 | 1 331 | 1 333 | 1 119 |

| 2015  | 2020 | 2022 | - | - | - | - | - | - |
| ----- | ---- | ---- | - | - | - | - | - | - |
| 1 077 | 907  | 908  | - | - | - | - | - | - |

### Pyramide des âges
La population de la commune est relativement jeune.
En 2018, le taux de personnes d'un âge inférieur à 30 ans s'élève à 31,4 %, soit en dessous de la moyenne départementale (35,2 %). À l'inverse, le taux de personnes d'âge supérieur à 60 ans est de 28,2 % la même année, alors qu'il est de 27,7 % au niveau départemental.
En 2018, la commune comptait 566 hommes pour 447 femmes, soit un taux de 55,87 % d'hommes, largement supérieur au taux départemental (48,59 %).
Les pyramides des âges de la commune et du département s'établissent comme suit.
| Hommes | Classe d’âge | Femmes |
| ------ | ------------ | ------ |
| 0,7    | 90 ou +      | 0,9    |
| 5,4    | 75-89 ans    | 9,5    |
| 19,9   | 60-74 ans    | 20,6   |
| 23,6   | 45-59 ans    | 19,9   |
| 20,8   | 30-44 ans    | 15,6   |
| 13,0   | 15-29 ans    | 13,7   |
| 16,6   | 0-14 ans     | 19,9   |

| Hommes | Classe d’âge | Femmes |
| ------ | ------------ | ------ |
| 0,8    | 90 ou +      | 2,1    |
| 7,4    | 75-89 ans    | 10,2   |
| 17,4   | 60-74 ans    | 18,4   |
| 19,4   | 45-59 ans    | 19     |
| 17,8   | 30-44 ans    | 17,3   |
| 18,3   | 15-29 ans    | 15,9   |
| 19     | 0-14 ans     | 17,1   |

## Enseignement
Ville-sous-la-Ferté accueille un regroupement pédagogique intercommunal  avec les communes de Longchamp-sur-Aujon et Juvancourt, de la petite section maternelle au CM2.

## Culture locale et patrimoine

### Lieux et monuments
- L'Église paroissiale Saint-Martin de Ville-sous-la-Ferté ;
- Chapelle de la prison des enfants de Clairvaux ;
- Chapelle Sainte-Anne de Clairvaux ;
- L' Abbaye de Clairvaux ;
- Maison centrale de Clairvaux ;
- Fontaine Saint-Bernard.

### Personnalités liées à la commune
- Charles Wallut : dramaturge français né en 1829.